# 米德韋 (亞利桑那州拉巴斯縣)
米德韋（英語：Midway）是位於美國亞利桑那州拉巴斯縣的一個非建制地區。該地的面積和人口皆未知。

## 地理
米德韋的座標為34°04′14″N 113°53′12″W / 34.07056°N 113.88667°W，而該地的平均海拔高度為443米（即1453英尺）。